# Defilada Armii Czerwonej 7 listopada 1941 roku
Tradycyjna defilada wojskowa Armii Czerwonej na placu Czerwonym w Moskwie z okazji 24. rocznicy wybuchu rewolucji październikowej odbyła się w niezwykłych okolicznościach. 22 czerwca 1941 rozpoczął się atak nazistowskich Niemiec na Związek Radziecki (Operacja Barbarossa); w wyniku sukcesów odniesionych w pierwszej fazie bitwy pod Moskwą, Wehrmacht znalazł się na początku listopada w odległości 30–70 kilometrów od stolicy ZSRR.
Pomysłodawcą defilady był Józef Stalin, który 6 listopada po wygłoszeniu przemówienia na akademii na stacji metra Majakowskaja z okazji rocznicy rewolucji, poinformował Ławrientija Berię i Wiaczesława Mołotowa o zamiarze zorganizowania uroczystej parady wojskowej którą miał dowodzić marszałek Siemion Budionny. 

7 listopada Stalin wygłaszając przemówienie do zgromadzonych żołnierzy powiedział między innymi: 

Cały świat patrzy na was, jako na siłę zdolną zniszczyć niemieckie hordy! Zniewolone narody Europy patrzą na was jako na swoich wyzwolicieli... Bądźcie godni wielkiej misji! Wojna, którą prowadzicie, jest wojną o wyzwolenie.

 Po przemówieniu piechota, kawaleria, artyleria i bataliony robotnicze przemaszerowały przed Mauzoleum Lenina. Na koniec przejechało 200 czołgów T-34 i KW-1, które Stawka Najwyższego Naczelnego Dowództwa oddała do dyspozycji Frontu Zachodniego. Wszystkie oddziały biorące udział w defiladzie zaraz po jej zakończeniu udały się na front.

## Galeria

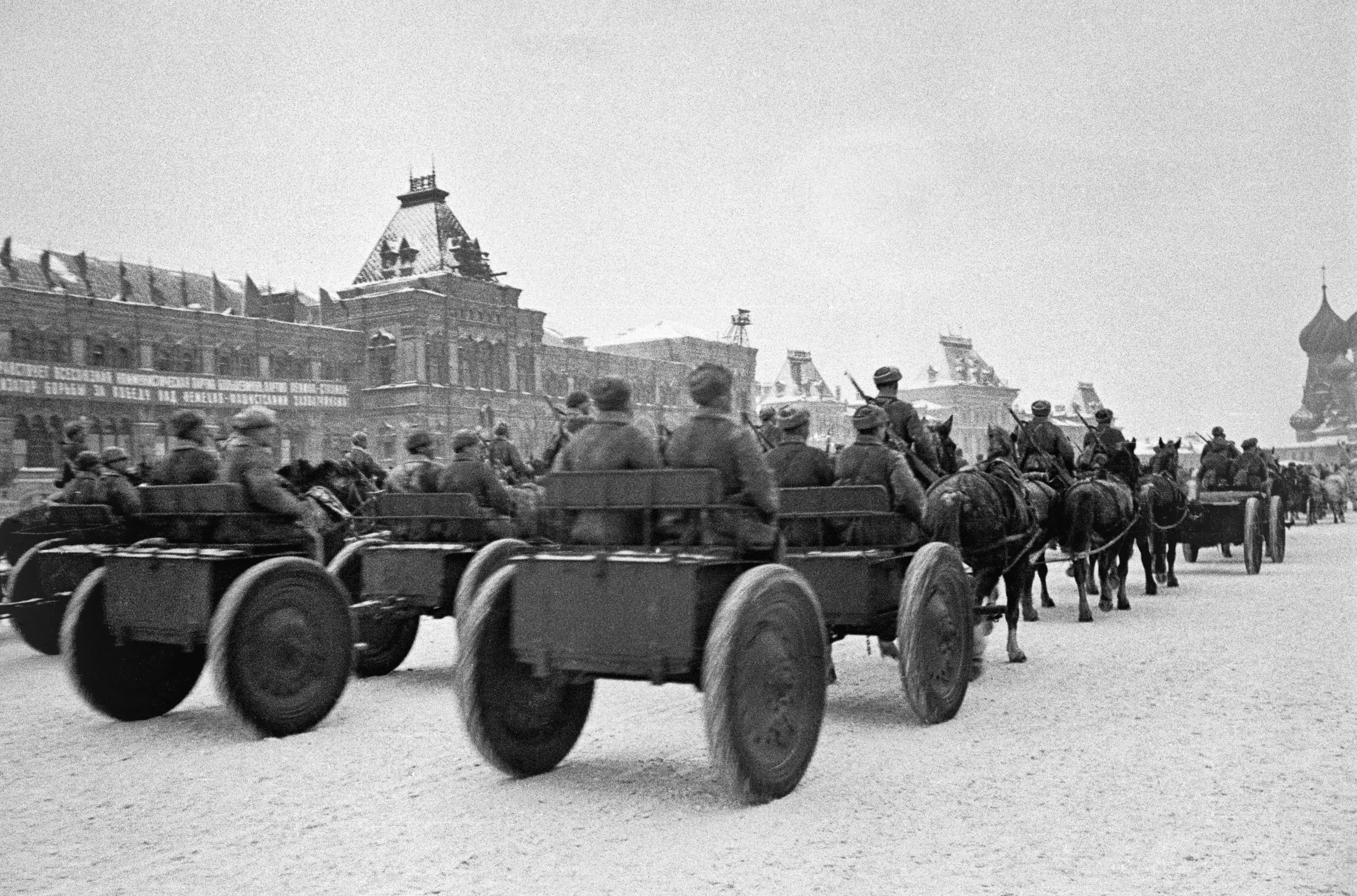
Taczanki na defiladzie
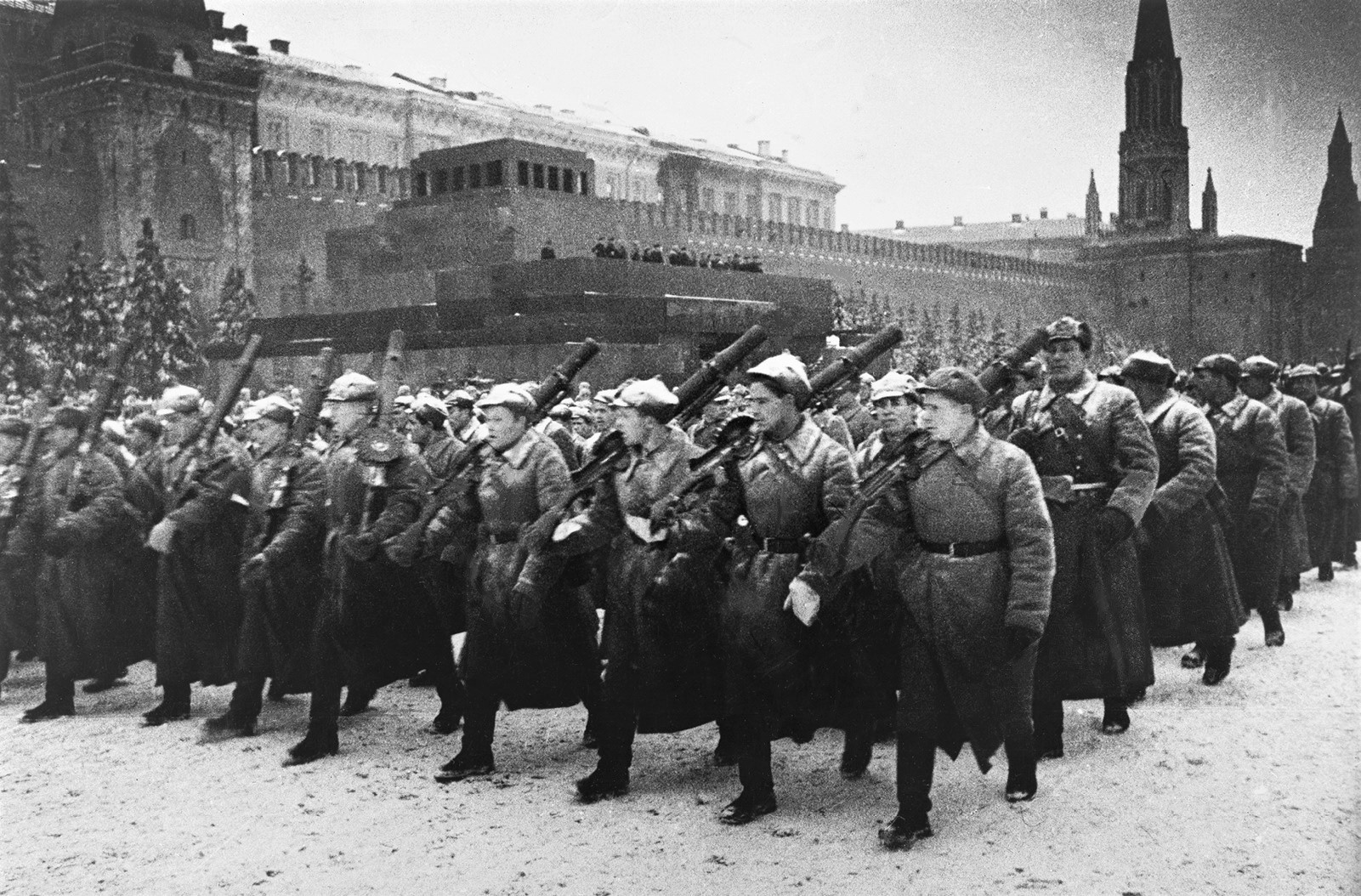
Żołnierze na defiladzie z karabinami maszynowymi Lewis
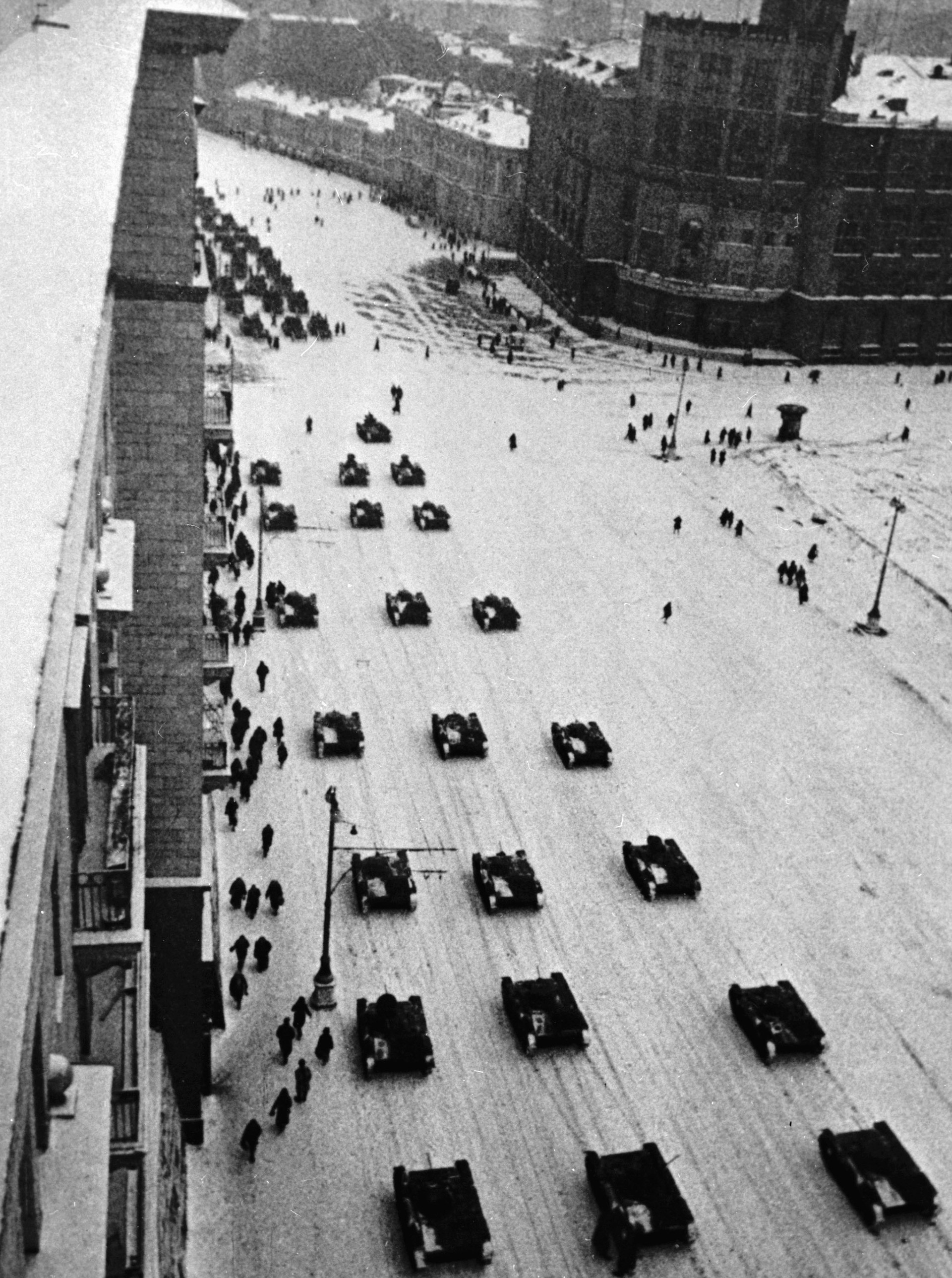
Czołgi uczestniczące w defiladzie jadą na front
- Radziecka kronika filmowa o defiladzie